# Pic-nic (banda)
Brenner's Folk fue un grupo de música con influencias folk y pop en España a finales de los años 1960. Después su nombre pasó a ser Pic-Nic, siendo reconocidos por sus canciones tocadas con guitarra.

## Formación
Los creadores de Brenner's Folk fueron los hermanos germano-venezolanos Haakon y Vytas Brenner, quienes durante los años 60 y 70 vivieron en Barcelona.  Practicaban sonidos instrumentales de música Folk en una especie de sótano de una farmacia. El grupo es llamado así por el apellido de los hermanos Brenner, nacidos en Tubinga (Alemania). Vytas fue un músico compositor y teclista que también dirigía el grupo de música. La banda comenzó en 1966, teniendo también como vocalista y guitarra a Toti Soler, Jordi Sabatés en el piano y en la batería.

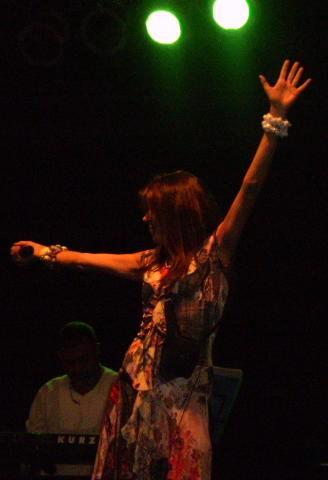
Jeanette en la actualidad.

## Pic-Nic
Más adelante, una joven de apenas 15 años llamada Jeanette, que estudiaba en una institución educativa religiosa, se integra a Brenner's Folk y graban un disco ya casi a finales de 1966, presentando las canciones "Clara lluna", "Ho se", "Amor perdut" y "Daurat oest".
Jeanette tenía que volver a sus estudios, pero sigue cantando. Los hermanos Brenner volvieron a Venezuela con su familia, separándose del grupo. Alguien tenía que sustituirlos, entrando en el grupo el mexicano Al Cárdenas a la guitarra rítmica e Isidoro de Montaberry al Bajo. Jeanette también como vocalista, sabía que el grupo no tenía tanto éxito con sus canciones, y decidió escribir letras de canciones; obligó a su mamá a comprarle una guitarra y así aprendió a tocar y presentar su música a los demás jóvenes. A los demás le gustó la canción escrita por Jeanette llamada "Cállate niña", de simples sonidos. Éstos también le mostraron sus canciones, como "Amanecer" y las ideas de la canción "Negra estrella". En 1968 graban un disco presentando el tema "No digas nada"; más tarde graban "Él es distinto a ti" y "Me olvidarás". Al pasar a ser quinteto editan un EP con la discográfica Edigsa, cantado en lengua catalana. Este grupo también firmó por Hispavox.

## Disolución de Pic-Nic
El hecho de que la madre de Jeanette la obligara a terminar sus estudios y elegirlos por encima de su carrera musical llevaron a la disolución del grupo y a que cada integrante tomara un rumbo diferente. Así, Toti Soler y Jordi Sabatés formarían parte de bandas como Om y Jarka, cruciales en el rock progresivo de Barcelona, mientras que Vytas Brenner en Venezuela fundaría Ofrenda con el cual grabaría varios discos. Jeanette vuelve a retomar su rumbo tras la disolución de Pic-Nic, casándose con Laszio Kristoff. Producto de esta unión nace su única hija en la ciudad de Viena (Austria). Jeanette es contratada para cantar nuevas canciones, pensando que volvería al antiguo grupo de Folk, pero la verdad es que querían lanzarla como vocalista de baladas. Así es como Manuel Alejandro le escribió la canción "Soy Rebelde" y aunque al principio no estaba dispuesta a cantarla finalmente aceptó grabarla a inicios de los 70, cosechando un enorme éxito, siendo éste su primer tema en solitario. También cantó otros temas que fueron grandes éxitos como Porque te vas, escrita y compuesta por José Luis Perales a medidos de los 70, y en los 80 Corazón de poeta, Frente a frente, "Con qué derecho", "Ojos en el sol", "Daría cualquien cosa", entre otros.

## Temas
- Clara lluna
- Amor perdut
- Ho se
- Daurat oest
- Cállate niña
- Negra estrella (Tiny sparrow)
- Hush, little baby
- Blaming's not hard to do
- You heard my voice
- Música
- Soy feliz
- Amanecer
- No digas nada
- Me olvidarás
- Él es distinto a ti (Society's child)
- Oí tu voz
- Sola

## Discografía
| Año  | álbum             | Ventas         |
| ---- | ----------------- | -------------- |
| 1968 | "Pic-nic (álbum)" | 100 000 aprox. |

- Single Clara lluna / Ho se / Amor perdut / Daurat oest  (Edigsa, 1966)
- Single Cállate niña / Negra estrella (Hispavox, 1967)
- Single Hush, little baby/Blaming's not hard to do/You heard my voice  (Hispavox, 1968). En inglés para el mercado internacional.
- Single Amanecer / No digas nada (Hispavox, 1968)
- Single Me olvidarás / Él es distinto a ti (Hispavox, 1968)
- LP Pic-Nic (Hispavox, 1968), con los temas de los sencillos. Reeditado por la misma compañía discográfica tras la disolución del grupo con el título Cállate niña (Hispavox, 1969).